# Mitsuru Manshō
Mitsuru Manshō (japanisch 満生 充 Manshō Mitsuru; * 16. April 1989 in der Präfektur Osaka) ist ein japanischer Fußballspieler.

## Karriere
Manshō erlernte das Fußballspielen in der Schulmannschaft der Osaka Toin High School. Seinen ersten Vertrag unterschrieb er 2008 bei Mito HollyHock. Der Verein spielte in der zweithöchsten Liga des Landes, der J2 League. Für den Verein absolvierte er sieben Ligaspiele. Danach spielte er bei Universitätsmannschaft der Osaka-Sangyo-Universität. 2014 wechselte er zum Drittligisten Fujieda MYFC. Für den Verein absolvierte er 46 Ligaspiele. Ende 2016 beendete er seine Karriere als Fußballspieler.